# Iaret
Iaret (... – Tebe, ...; fl. XIV secolo a.C.) è stata una regina egizia della XVIII dinastia.

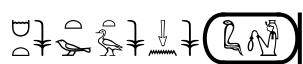
Esempio di scrittura del nome di Iaret: "Grande Sposa Reale, Figlia del Re, Sorella del Re, Iaret".

Iaret fu figlia del faraone Amenofi II (la madre non è nota con certezza) e fu la seconda "Grande Sposa Reale", nonché sorellastra, del faraone Thutmose IV. La precedente "Grande sposa reale" di Thutmose, Nefertari, di non nobili origini, o morì o fu messa in disparte quando Iaret ebbe l'età sufficiente per sposare Thutmose, al 7º anno del suo regno. Compare su una stele risalente al 7º anno di regno di Thutmose IV, rinvenuta a Konosso. La stele raffigura il faraone che abbatte dei nemici al cospetto degli dei nubiani Dedùn e Ha, mentre la regina Iaret è alle sue spalle, con un copricapo di due lunghe piume.
La grafia e la trascrizione del nome di Iaret non sono certe; la presenza di un solo cobra nel cartiglio reale ne rende variabile la lettura. Alcuni dei suoi titoli reali furono: "Grande Sposa Reale (hmt-niswt-wrt), Grande Figlia del Re (s3t-niswt-wrt), Figlia del Re (s3t-niswt), Sorella del Re (snt-niswt)".
Non si ha notizia di eventuali figli della regina Iaret: il successivo faraone, Amenofi III, era figlio di una sposa secondaria di Thutmose IV, Mutemuia.

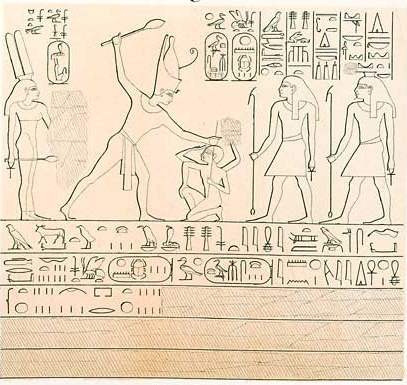
La stele del 7º anno di regno di Thutmose IV, rinvenuta a Konosso.